# Ayisha Siddiqa
Ayisha Siddiqa is een Amerikaans klimaatactivist van Brits-Pakistaanse afkomst.

## Activisme
Ayisha Siddiqa is een studente politieke wetenschappen en creatief schrijven, en directeur studentenzaken bij de Fossil Free University (een project van Polluters Out). Op 20 september 2019 hielp ze bij het mobiliseren en leiden van tienduizenden studenten in de straten van Manhattan in het kader van de Global Week for Future, met de eisen dat regeringen klimaatactie zouden ondernemen.  Haar pleitbezorging richt zich op klimaatrechtvaardigheid en raciale rechtvaardigheid voor BIPOC (black, indigenous and people of color).
Siddiqa is (samen met de jonge activistes Helena Gualinga en Isabella Fahalli) mede-oprichter van Polluters Out, een wereldwijde jongerenbeweging opgericht in januari 2020, die oproept om de fossiele brandstofindustrie te weren van evenementen en onderhandelingen met betrekking tot het klimaatverdrag van de Verenigde Naties (UN Framework Convention on Climate Change; UNFCCC). De vereniging werkt samen met andere jongerenactivistengroepen zoals Extinction Rebellion en Fridays for Future.
Siddiqa was in november 2022 samen met veel andere jonge milieuactivisten aanwezig op COP27 in Egypte waar ze een van de hoofdsprekers was in het Children and Youth Pavilion. Het is de eerste keer dat jongeren op een klimaatconferentie een speciale ruimte hebben, waar ze ook een formele ontmoeting hadden met VN-secretaris-generaal Antonio Guterres.